# 41e législature de l'Assemblée fédérale suisse
La 41e législature des Chambres fédérales s'étend du 26 novembre 1979 au 27 novembre 1983. Elle correspond à la 41e législature du Conseil national, intégralement renouvelé lors des élections fédérales de 1979.